# Anna av Mecklenburg-Schwerin
Anna av Mecklenburg-Schwerin, död 1525, var lantgrevinna av Hessen 1500–1509 som gift med Vilhelm II av Hessen, och Hessens regent som förmyndare för sin son Filip den ädelmodige 1509–1519.  Hon utnämndes till förmyndarregent i sin makes testamente, men var under de första åren av makens regering indragen i konflikt med konkurrenter, som vägrade erkänna testamentet, innan hon 1514 kunde säkra kontroll över regeringen, en konflikt som destabiliserade Hessen under flera år. Under sin regering bedrev hon en reformkatolsk politik och reformerade Hessens kloster, men hon var inte protestant och motarbetade sin sons protestantism. 